# Acadèmia Catalana de Gastronomia i Nutrició
L'Acadèmia Catalana de Gastronomia i Nutrició (ACGN) és una acadèmia ubicada a Catalunya, que té el seu origen en l'associació sense ànim de lucre, denominada 'Acadèmia Catalana de Gastronomia', fundada l'any 1989 pel periodista, gastrònom i historiador Néstor Luján, juntament amb un grup de gastrònoms, seguint el model d'altres acadèmies europees de gastronomia fundades al llarg del segle xx, com la francesa, la italiana, la lombarda, la internacional, l'espanyola o la basca, amb les quals té relacions institucionals. El maig del 2014 el Govern de la Generalitat de Catalunya va reconèixer a través d'un decret a aquesta institució com a corporació de dret públic equiparant-la a les altres acadèmies que existeixen a Catalunya en altres àmbits com la ciència o la llengua.
L'objectiu de l'entitat ha estat el de professionalitzar la seva gestió, aprofundir en els aspectes científics de la cuina catalana, impulsar una idea saludable de la gastronomia i promoure actes públics que apropin la gastronomia a la societat i l'Acadèmia a el públic. L'ACGN està conformada per 65 acadèmics del món de la gastronomia i la nutrició. Entre les seves finalitats es troben l'estudi i la promoció de les ciències i arts culinàries, a través de la investigació i la pràctica de la cuina i de les activitats gastronòmiques, analitzant les seves relacions amb la nutrició, la dietètica, l'economia rural, agrícola i ramadera. Una altra de les seves finalitats és l'estudi de la gastronomia pròpia de les diferents comarques i poblacions de Catalunya, divulgant les excel·lències, propiciant el coneixement i l'expansió, i investigant les arrels culturals i socials.
Com a mostra del seu esforç per dinamitzar i donar suport a la gastronomia catalana, l'Acadèmia ha reconegut, al llarg de les successives edicions dels seus premis anuals, els grans cuiners de Catalunya, com són els germans Roca, Ferran Adrià, Santi Santamaría, Carme Ruscalleda, Nandu Jubany, o Isidre Gironés, entre d'altres. Avui dia, la seva influència és notòria i són considerats al més alt nivell de la gastronomia mundial, a més de tractar-se dels millors ambaixadors de la cuina catalana. L'any 2018 també va retre un destacat homenatge a l'escriptor i crític gastronòmic Manuel Vázquez Montalbán.
Des de l'any 2016 el president de l'Acadèmia Catalana de Gastronomia i Nutrició és l'empresari i financer Carles Vilarrubí, que fou reelegit en el seu càrrec el 2020 per a un nou mandat de quatre anys.